# نیپون سودا
نیپون سودا (انگلیسی: Nippon Soda) شرکت صنایع شیمیایی ژاپنی است، که در سال ۱۹۲۰ تأسیس شد.